# Whip
Whip (ウィップ Wippu?), cuyo nombre verdadero es Seirah (セーラ Sēra?), es un personaje ficticio de la serie de videojuegos The King of Fighters.

## Historia
El pasado de Whip esta tan cubierto en el misterio como ella misma. Ella recuerda solamente que buscaba a su hermano menor (más adelante se revela que es K'), y después el único nombre en su mente era NESTS, de modo que ella se dirigió a ellos. Ella ha trabajado siempre para el cuártel como asesina, experto de las NESTS en el uso de armas de fuego, y por supuesto, su arma de preferida desde que ella tiene uso de razón: su látigo, Uddodou. Whip, también llamada Muchiko (su nombre verdadero es Seirah o quizás Sara), nunca aprendido a hacer algo más, lo que llega a ser molesto para ella. Sin embargo, durante su estancia en el cuártel, tuvo un problema con un joven, que al mismo tiempo, pareció agradarle a Whip: él se hizo llamar solamente "Krizalid".
Más adelante, Krizalid se obsesiona con la dominación del mundo, y no pone atención a las advertencias de Whip. Viendo cómo su querido amigo se volvía malvado por la energía, Whip toma la decisión de no tener ningún otro trato con NESTS. Los deja una noche, y vaga por el mundo durante algún tiempo, antes de oír hablar de una agencia del mercenario nombrada Ikari Warriors. Whip va a la base principal de Ikari y se pone a las órdenes del comandante Heidern pidiendo una oportunidad de pertenecer a ellos. Después de ver una exhibición de sus habilidades, Heidern la juzga digna de tal honor, y pronto, Whip ingresa en sus filas.
Whip conoce a los miembros principales de los Ikari Warriors: el Teniente Ralf Jones, líder del grupo. Clark Still, artillero. Y Leona Heidern, otra novato en las líneas de Ikari. Whip y Leona pronto encuentran que tienen mucho en común: ambas tienen conflictos personales que no desean compartir con cualquier persona sino con ellas mismas; también las frecuentan los fantasmas del pasado. Pero para resolver sus problemas, deben primero depender de otros. Whip consigue ponerse al parejo con la unidad mientras que Heidern le asigna su primera misión importante: investigar al anfitrión de siguiente torneo The King of Fighters.
Durante el torneo del año 1999, ella logra llegar hasta Krizalid antes de que este último muriera preguntándole por sus pasados a lo que Krizalid no logra contestar y muere en su presencia, al reunirse con Heidern ella le informa que hizo las paces con el objetivo.
Un año después en el torneo del año 2000, Whip se separa de su equipo cuando Clone Zero activa el cañón zero para destruir Southtown. Whip se reúne tiempo después con Clone Zero y este le da todos los datos de los proyectos que el comando y le revela la verdadera razón de su pasado, Whip enfurecida y entristecida asesina a Clone Zero con su arma y se despide de él con reverencia militar. Después deja un mensaje de despedida a los Ikari Warriors y recordando a Ralf que no la llame Muchiko. Whip se reúne con K' y Maxima; K' al ver a Whip, empieza a recordar a aquella niña que lloraba por él, es donde ambos se dan cuenta de que son hermanos; al final, K, Whip y Maxima se marchan juntos.
En el torneo del año 2001 al saber que K' es su hermano, se une a su equipo, junto a ella están Maxima y Lin quién busca vengarse de Ron. Al llegar a la final el equipo de K' aborda una nave comandada por Zero (original) y se enfrentaría a un clon de Krizalid que Zero (original) rescató previamente, ella logra derrotarlo dado que las habilidades de Krizalid no habían cambiado, al ser derrotado Zero (original) en manos de K'. Ella conocería a Igniz quién siendo el líder de NESTS le devuelve sus memorias y desea eliminarlos para que no sean un estorbo más adelante; al ser destruido Igniz ella sobrevive a la caída del satélite y posteriormente formaría una relación de amistad cercana con Kula Diamond.
En el torneo del año 2003 se reúne con su hermano K' y Maxima, pero ella y su equipo es vencido por Ash Crimson y su equipo (Duo Lon y Shen Woo). 
Posteriormente en The King of Fighters XI regresaría al Ikari Team junto a Ralf y Clark, ya que ella sustituye a Leona quien había sufrido un disturbio de la sangre anteriormente y Heidern le prohibió participar. Entonces, Whip pide a Kula que ocupe su lugar y acompañe a K' y Maxima para el torneo. Al final, está presente en el incidente en el que Heidern es atacado por algunas seguidoras de Magaki.
En The King of Fighters XIII no es personaje jugable pero aparece en el final del Ikari Team, y es mencionada por Kula, K' y Ralf.
Reaparece en The King of Fighters XIV como el primer personaje DLC en el paquete 1, y en los finales del Ikari Team y K' Team.
Vuelve a The King of Fighters XV junto a K' y Maxima, retomando la formación clásica del K' Team.
Regresa al torneo con la misión de buscar y rescatar a Kula, después de que ella huyera al haber discutido con K', al igual de capturar al sustractor de Kula.
Momento después, Kula se reúne con Diana y Foxy; para su sorpresa, Whip, K' y Maxima no lograron tener contacto con Krohnen (quién fue el supuesto secuestrador de Kula), sorprendidos, Whip explica a Kula que la intención de K' y Maxima no era que la odiaran y hullera, simplemente estaban ocupados y no podían atender sus súplicas. Kula acepta las disculpas de los tres y junto a sus tutoras se sientan a comer helado. Whip informa a Heidern que la misión de rescatar a Kula ha sido cumplida, pero no pudieron tener contacto con Krohnen.
Al final, Whip, Maxima y K' cumplen el deseo de Kula de llevarla al parque de diversiones.

## Personalidad
Whip es absolutamente enigmática y silenciosa para una joven de su edad, pero es comprensible una vez que se entiende que ella no ha pasado demasiado con el resto de la sociedad. A pesar de ser rodeada por violencia y muerte, Whip desea secretamente ser feliz algún día; ella encuentra nuevas esperanzas en sus compañeros Ralf, Clark y Leona, al igual que en sus amigos Maxima, Diana y Kula, y su hermano K'.

## Juegos en los que aparece
- The King of Fighters 99
- The King of Fighters 99 Evolution
- SNK Gals Fighters
- The King of Fighters 2000
- The King of Fighters 2001
- The King of Fighters 2002
- The King of Fighters 2002 Unlimited Match
- The King of Fighters 2003
- The King of Fighters XI
- The King of Fighters Neowave
- SNK vs. Capcom: Card Fighter's Clash
- The King of Fighters XIII (personaje no jugable)
- The King of Fighters XIV (como DLC)
- The King of Figthers XV

## Música
- W.W.III. The King of Fighters 99
- The Trooper. The King of Fighters 2000
- Big Pain. The King of Fighters 2001
- KD-0079. The King of Fighters 2002
- KD-0079+. The King of Fighters 2002 UM
- KD. The King of Fighters 2003
- Smell of Gunpowder. The King of Fighters XI
- W.W.III KOF XIV-ver. The King of Fighters XIV
- KD-009q. The King of Fighters XV

## Curiosidades
- Aparece como el primer jefe en el juego de SNK SNK Gals' Fighters.
- Es el único personaje de la saga de NESTS que ha aparecido en un videojuego portátil.
- En algunos KOF, Whip puede atacar a sus oponentes con una pistola Desert Eagle. En KOF 2002, con su movimiento especial Super Blackhawk, ella se aleja unos pasos y hace un poderoso, pero imbloqueable disparo a todo lo largo de la pantalla.
- El nombre verdadero de Whip es セーラ (Sera) que puede ser romanizado de muchas maneras, en corte de escena de The King of Fighters 2001 fue traducido como Seirah, pero SNK lo han traducido como Sela en la página de internet de Maximum Impact.
- Antes de que Whip entrara al equipo Ikari Warriors, su nombre-clave fue Sally. Ralf le llamó Muchiko (que significa "la chica del látigo" en japonés) para un nuevo nombre en clave, y parece que no le gustó.
- En algunos juegos, SNK le pone a Whip un detalle cómico, como en el juego de Pachinko de KOF sobre la Saga de NESTS o "Days Of Memories", por alguna razón, Whip termina amarrada con su propio látigo, poniendo ella una expresión cómica cuando le sucede.